# متافولین
متافولین (انگلیسی: Metofoline) توعی مسکن اوپیوئیدی است که به دلیل عوارض جانبی در سال ۱۹۶۵ از بازار جمع‌آوری گردید.